# Alessandro Grossato
Alessandro Grossato (né à Padoue, le 23 avril 1955) est un historien italien, dont les recherches portent essentiellement sur l'histoire des religions, le symbolisme, l'iconologie hindoue, l'ésotérisme et la géopolitique.

## Biographie
Alessandro Grossato s'intéresse notamment à l'œuvre de René Guénon et d'Alain Daniélou, à l'histoire des navigateurs et des voyageurs, ainsi qu'à l'ésotérisme. De 1984 à 1989, il est membre de la Mission archéologique italienne au Népal organisée par l'Istituto Italiano per il Medio ed Estremo Oriente (IsMEO, maintenant IsIAO) de Rome. D'abord professeur à l'université de Trieste (1995), il enseigne à l'université de Gorizia depuis 1998.

## Publications
- Catalogo del Fondo Alain Daniélou, Firenze, Olschki, 1990.  (ISBN 88-222-3783-8)
- Navigatori e viaggiatori veneti sulla rotta per l'India. Da Marco Polo ad Angelo Legrenzi, pref. di Stefano Rosso-Mazzinghi, Firenze, L. S. Olschki, 1994.  (ISBN 978-88-222-4241-9)
- Il libro dei simboli. Metamorfosi dell'umano tra Oriente ed Occidente, Mondadori, Milano, ottobre 1999 ; (fr) Le livre des symboles. Les métamorphoses de l'humain entre l'Orient et l'Occident, Monaco - Paris, Éditions du Rocher, 2000.
- "Le Livre des symboles. Les métamorphoses de l’humain entre l’Orient et l’Occident", Éditions du Rocher, Monaco 2000.  (ISBN 22-680-3739-8)
- "El libro de los  símbolos. Metamorfosis de lo humano entre Oriente y Occidente", Grijalbo Mondadori, Barcelona 2000.  (ISBN 978-84-2533-480-1)
- (éd.), (attribué à) René Guénon, Psychologie, introduction, notes et choix des illustrations par Alessandro Grossato, Milan - Paris, Archè - Edidit, 2001.
- Alessandro Grossato – Francesco Zambon, "Il mito della Fenice in Oriente e in Occidente", Marsilio, Venezia, novembre 2004.  (ISBN 978-88-317-8614-0)
- "La corrispondenza fra Alain Daniélou e René Guénon (1947-1950)", Orientalia Venetiana XIII, Leo S. Olschki, Firenze 2002.  (ISBN 88-222-5099-0)
- "Elia e al Khidr. L’archetipo del maestro invisibile", Viridarium I, Edizioni Medusa, Milano 2004.  (ISBN 978-88-881-3071-2)
- "Le vie spirituali dei briganti", Viridarium III, Milano, Edizioni Medusa 2006.  (ISBN 978-88-769-8072-5)
- "Forme e correnti dell’esoterismo occidentale", Viridarium V, Milano, Edizioni Medusa 2008.  (ISBN 978-887-698-177-7)
- "La montagna cosmica", Viridarium VII, Milano, Edizioni Medusa 2010, pp. 164 [7° numero della Collana Viridarium, edita dalla Fondazione Giorgio Cini di Venezia].  (ISBN 978-887-698-208-8)
- "Umana, divina Malinconia", Quaderni di Studi Indo-Mediterranei III, Alessandria, Edizioni dell'Orso, 2010.  (ISBN 978-88-6274-254-2)